# 金光農業資源
金光農業資源有限公司，簡稱金光農業資源（英語：Golden Agri-Resources Limited，SGX：E5H、OTCBB：GARPY
）是一家印度尼西亚农业公司。

## 历史
在1996年由，印尼金光集團分拆成農業核心企業之一，而主要經營在印尼和中國內地經營各類農業產品。主席及總裁為黄荣年。而總部位於c/o 108 Pasir Panjang Road, #06-00 Golden Agri Plaza, Singapore 118535，但是最特别是在毛里裘斯註冊。而股份在1999年7月9日於新加坡交易所主板上市，而招股價為0.638美元，發行股份為568,625,000美元，集資額為400,000,000美元。

## 連結
- GoldenAgri.com.sg （页面存档备份，存于）